# Sergio Alcalá
Sergio Alcalá (Ciudad de México, México, 1984) es diseñador de moda, artista plástico y conceptual mexicano. Es el diseñador de modas mexicano más joven en participar en Fashion Week México debutando a los 22 años. La revista de moda ELLE  se refiere a él como el Jean Paul Gaultier de México y escribe que su estilo tan enfocado lo convierte en la persona que mirar del momento.

## Historia
Sergio Alcalá Rivero nació en México, D.F. el 10 de marzo de 1984. Creció en la ciudad de Morelia, Michoacán. Desde su preadolescencia realizaba arte-objeto inspirado en su contexto y ya realizaba prendas de vestir. En la adolescencia tomó clases de pintura y escultura que dieron lugar a las primeras exposiciones públicas de sus creaciones que fueron seguidas por instalaciones artísticas y  de arte conceptual. Estudió diseño de modas en el Instituto Dicormo de la  ciudad de Morelia  y en 2002 comenzó a presentar sus primeras pasarelas independientes. En 2005 presentó su colección Paper Fashion-Pordio-Retro-Deportivo en el aniversario de la televisora Tele-Michoacán en colaboración con el grupo de música electrónica Telefunka. Para su tesis de fin de estudios creó su concepto y colección Mexican Kitsch, Kitsch-Contemporáneo-Ecléctico-Mexicano que fue punto de partida para su carrera profesional en el medio de la moda mexicana y que lo propulsó a la internacional.
Se muda a la Ciudad de México al terminar sus estudios y  comienzan sus presentaciones cotidianas en Fashion Week México. Alcalá ganó en reconocimiento en el medio de la moda y de la sociedad de la capital mexicana gracias a los shows que acompañan cada una de las presentaciones de sus colecciones, ganándose el calificativo de showman de la moda mexicana.
En 2010 creó el vestuario de la obra Soy Jasón, tengo 28 años de Fernando Muñoz Castillo que se presentó como parte de los festejos del Bicentenario de la Independencia de México el Museo de Arte Popular de la Ciudad de México.
Su trabajo como diseñador de modas se vende en la República Mexicana, Estados Unidos, Bélgica, Alemania, Francia, Brasil y Australia.
Además de sus colecciones de ropa, Alcalá ha realizado colaboraciones con distintas marcas en el diseño de una llanta para una marca de automóvil italiana, el vesturario de juguetes y caricaturas, y la portada de libretas escolares.
Alcalá creó su concepto de reutilización de materiales con el objetivo de lograr que la moda pueda tener otros alcances, "no sólo el de vestir a la gente, sino que tenga una finalidad ecológica y que aporte algo a nuestra sociedad".
Actualmente se desenvuelve, además, dentro del ámbito educacional impartiendo clases en dos universidades de moda de la Ciudad de México.